# Shock (The Motels)
Shock è il quinto album in studio dei Motels, registrato nel 1985 per la Capitol Records.

## Descrizione
Ultimo lavoro prodotto dalla formazione originale, contamina svariati generi: dal pop rock alla musica elettronica.
Martha Davis, autrice dei testi, si è ispirata, principalmente, alle trame delle soap opera.
Dei singoli Shock e Shame esistono due videoclip, realizzati per MTV. La regia, di entrambi i filmati, è di David Fincher.

## Accoglienza
Viene considerato, dalla critica, il lavoro più commerciale e mainstream della band americana.

## Tracce
Lato A
1. Shock – 4:30 (Martha Davis, Scott Thurston)
2. Shame – 4:12 (Davis)
3. Hungry – 4:21 (Davis)
4. Annie Told Me – 4:22 (Davis, Brian Glascock)
5. Icy Red – 4:32 (Davis)

Durata totale: 21:57
Lato B
1. New York Times – 3:58 (Davis)
2. State of the Heart – 4:44 (Davis, Guy Perry, Richie Zito)
3. My Love Stops Here – 3:47 (Davis, Marty Jourard, Michael Goodroe)
4. Cries and Whispers – 4:11 (Davis, Zito, Davitt Sigerson)
5. Night by Night – 4:41 (Davis)

Durata totale: 21:21

## Formazione
- Martha Davis – voce, chitarra
- Guy Perry – chitarra
- Marty Jourard – tastiere, sassofono
- Michael Goodroe – basso
- Brian Glascock – percussioni, batteria
- Scott Thurston – tastiere